# Веселин Дамянов – Вес
Веселин Дамянов – Вес е български художник (график и живописец).

## Биография
Дамянов е роден в Сливен на 30 май 1977 г. Завършва Средното художествено училище по приложни изкуства „Димитър Добрович“ в Сливен със специалност „Плакат“ през 1996 г. Получава висше образование във Великотърновския университет „Свети Свети Кирил и Методий“, факултет „Изобразително изкуство“ по специалност „Графика“ с бакалавърска степен (2002) и по специалност „Живопис“ с магистърска степен (2004). Специализация в Сите Диз Ар в Париж, Франция през 2014 г.
Член е на Съюза на българските художници от 2004 година.

## Творчество
Има над 20 самостоятелни изложби, участва в над 200 сборни изложби, конкурси и биеналета, където печели повече от 80 награди. Повече от 20 от тях са първи награди.
Негови творби присъстват в музеи и частни колекции в повечето европейски страни, както и в Канада, Китай, Малайзия, Тайланд, САЩ, Япония и други.

### Самостоятелни изложби
2020
- Галерия „Йордан Кювлиев”, Сливен

2019
- Арт галерия „GARYELI”, Бургас

2018
- „Малкият формат в големия град“, Галерия Ларго, Варна

2017
- Талер галерия „Форт“, Кадакес, Испания
- Художествена галерия „Димитър Добрович“, Сливен

2016
- Художествена галерия „Жорж Папазов“, Ямбол

2014
- Клуб за културни инициативи „Таралеж“, Велико Търново
- Културен център, Харманли
- Галерия „Йордан Кювлиев“, Сливен
- Галерия „Suspacious“, ВЕСЕЛИН ДАМЯНОВ – ВЕС & ТОДОР ОВЧАРОВ, София

2013
- Градска художествена галерия „Илия Бешков“, Плевен

2011
- Галерия „Йордан Кювлиев“, Сливен
- Галерия „ОТ-ТО“ (съвместно с Господин Тенев – Гуспата), Варна

2009
- Галерия „Бул Арт“, Варна

2008
- Галерия „ФОФ“, Варна
- Галерия „Арт център Алтера“, София

2003
- Изложбени зали „Рафаел Михайлов“, Велико Търново

2002
- Музей „Янаки Манасиев“, ФИИ, Велико Търново
- Галерия „Май“, Сливен

2001
- Музей „Янаки Манасиев“, ФИИ, Велико Търново
- Галерия „Матея“, Велико Търново

2000
- Галерия „Май“, Сливен

1997
- Галерия „Май“, Сливен

### Награди от изложби
2020:
- Голяма награда на община Плевен, Х биенале на малките форми, Плевен

2019:
- Награда на Съюза на българските художници, Национална графична изложба „Георги Герасимов“, Пазарджик
- Награда за сливенски автор, Национална изложба за изобразително изкуство „Сирак Скитник“, Сливен

2018:
- Първа награда и диплом, XIX международен конкурс за екслибрис и малка графика, Гданск, Полша
- Втора награда, Национална художествена изложба, Сливен
- Втора награда, II веждународен конкурс за графика „Тракийски университет“, Одрин, Турция
- Почетен диплом, IV международен екслибрис конкурс, Истанбул, Турция
- Почетна награда, XII международен конкурс за екслибрис, Гливице, Полша
- Почетна награда, Международен конкурс за печатна графика „Кармен Арозена“, Мадрид, Испания

2017
- Награда за графика, VII национална изложба „Лудогорие“, Разград
- Награда за графика „Графичен форум“, Стара Загора

2016:
- Първа награда и плакет „Стефан Марков“, III форум „Малки графични форми“, София
- Първа награда, II международен екслибрис конкурс, Варна
- Първа награда, Национална асоциация на италианските гравьори, Вигонца, Италия
- Награда за графика, XXXVI международен конкурс за малка графика, Кадакес, Испания
- Трета награда и диплом, VIII международен конкурс за екслибрис и малка графика, Гданск, Полша
- Диплом, Национален конкурс за карикатура и шарж „Виното в бита и културата на европейските народи“, Русе
- Диплом, VIII междунарадно триенале на графични форми, Уфа, Русия
- Първа награда за живопис „От поезия към живопис“, Сливен
- Диплом за цялостно представяне, VIII биенале на малките форми, Плевен

2015:
- Медал и диплом, III международно биенале за екслибрис и малка графика, Брест, Беларус
- Награда за графика, Национален конкурс „Алианц България“, Бургас
- Награда за графика, Международно биенале „Миниарт-изкуството на миниатюрата“, Русе

2014:
- Grand Prix, II международен конкурс за екслибрис, Скопие, Северна Македония
- Първа награда за екслибрис, XXXV FISAE конгрес, Тарагона, Испания
- Hаграда за екслибрис, VIII международен конкурс за екслибрис, Шанхай, Китай
- Награда и медал, X международен конкурс за екслибрис, Гливице, Полша
- Втора награда и диплом, VII международен конкурс за екслибрис и малка графика, Гданск, Полша
- Почетен диплом, I международен екслибрис конкурс, Варна

2013:
- Първа награда и плакет „Стефан Марков“, II форум „Малки графични форми“, София
- Награда за графика, Международно биенале „Миниарт-изкуството на миниатюрата“, Русе
- Награда за български художник на Дванадесетата международна изложба „Малка графика“, галерия „Леседра“, София
- Диплом от VIINмеждунарадно триенале на графични форми, Уфа, Русия

2012:
- Награда на Международната фондация „Св. св. Кирил и Методий“, VI биенале на малките форми, Плевен
- Награда и медал, IX международен конкурс за екслибрис, Гливице, Полшае
- Награда и диплом, VI международен конкурс за екслибрис и малка графика, Гданск, Полша
- Награда, Международен конкурс за екслибрис, Славно, Полша

2011:
- Награда и диплом от V международен конкурс за екслибрис и малка графика, Гданск, Полша

2010:
- Специална награда за екслибрис на Международната федерация на exlibris дружествата, Истанбул, Турция
- Награда за цялостно представяне и бронзов плакет, XII национална изложба „Графика – малък формат“, София
- Почетен диплом, VIII международен конкурс за екслибрис, Гливице, Полша
- Диплом за цялостно представяне, V биенале на малките форми, Плевен
- Диплом, XIX международно биенале за карикатура „Хумор, лозарство и магия“, Жонзак, Франция
- Диплом, VII междунарадно триенале на малките графични форми, Вилнюс, Литва
- Втора награда, I международен конкурс за малка графика, Киев, Украйна

2009:
- Специална награда за графична техника на град Сент Никлас, XVII международен конкурс за екслибрис и малка графика, Сент Никлас, Белгия
- Почетен диплом, I международен еротичен екслибрис конкурс, Пекин, Китай
- Диплом, XV международен конкурс за екслибрис, Тайван
- Диплом, V международно биенале „Майстори на карикатурата“, Пловдив

2008:
- Диплом, I международен конкурс за екслибрис „Изкуството и планината“, Милано, Италия
- Диплом, Международен конкурс за екслибрис, провинция Новара, Италия
- Сребърен медал и диплом, II международен конкурс за екслибрис „Remo Palmirani“, Ортона, Италия
- Диплом за цялостно представяне, IV биенале на малките форми, Плевен

2007:
- Награда на Лайънс клъб, Баден Хеленентал, Австрия, XVIII международно биенале на хумора и сатирата в изкуствата, Габрово
- Специална награда за екслибрис, ATELYE ALATURKA, Анкара, Турция
- Диплом за постижения в областта на малките графични форми, Национална изложба „Графика малък формат“, СБХ, София
- Годишна награда на кмета на район „Изгрев“ (Столична община) за пластични изкуства, галерия арт център „Алтера“, София
- Трета награда, VII международен конкурс за екслибрис, Гливице, Полша

2006:
- Специална награда на журито, Международен конкурс за екслибрис „E/A book“, Русе, България

2005:
- Диплом, Международен конкурс за екслибрис „Ангел и птица“, Утена, Литва
- Първа награда за млад автор, XVIII международен конкурс за хумор „Адам и Ева“, Тренто, Италия
- Първа награда, I международен конкурс за екслибрис, Лефкада, Гърция
- Диплом на СБХ, секция „Графика и илюстрация“, изложба „Художникът и текстът през погледа на критиката“, София

2003:
- Поощрителна награда, I международен конкурс за екслибрис, Бодио Ломнаго, Италия
- Медал, V международен конкурс за екслибрис, Гливице, Полша
- Награда, IV международен конкурс за екслибрис „Човек и риба“, Риека, Хърватия

2002:
- Първа награда за живопис, V международен фолклорен фестивал, Велико Търново
- Поощрителна награда, Триенале на балканския екслибрис Балканкулт „Мостът“, Белград, Сърбия

2001:
- Първа награда за млад автор, XVII международен конкурс за хумор „Дон Кихот през вековете“, Тренто, Италия
- Първа награда за живопис, конкурс „Франция през моите очи“, „Алианс Франсез“, Велико Търново
- Първа награда за живопис, V международен фолклорен фестивал, Велико Търново
- Първа награда за живопис, конкурс „Балканколор – цвят във всички направления“, Варна

2000:
- Първа награда, Национален конкурс за плакат „Свят на възможности“, отдел „Социално развитие“ на ООН, София
- Първа награда за живопис, V международен фолклорен фестивал, Велико Търново
- Първа награда за живопис, конкурс „Сините камъни през вековете“, Сливен